# Ossum-Bösinghoven
Ossum-Bösinghoven is een plaats in de Duitse deelstaat Noordrijn-Westfalen, en stadsdeel van de gemeente Meerbusch.
Tot 31 december 1969 was Ossum-Bösinghoven een half-zelfstandige gemeente, die deel was van het zogenoemde Amt Lank. Op 1 januari 1970 werd het Amt Lank (met de deelgemeenten Lank-Latum, Strümp, Ilverich, Ossum-Bösinghoven, Langst-Kierst en Nierst) samen met de gemeenten Osterath en Büderich door gemeentelijke herindeling opgeheven en samengevoegd tot de nieuwe gemeente Stadt Meerbusch.
TuS 64 Bösinghoven komt uit Ossum-Bösinghoven en speelt in de Oberliga Niederrhein.
De gemeente Stadt Meerbusch hoort bij het district Rhein-Kreis Neuss.

## Galerij

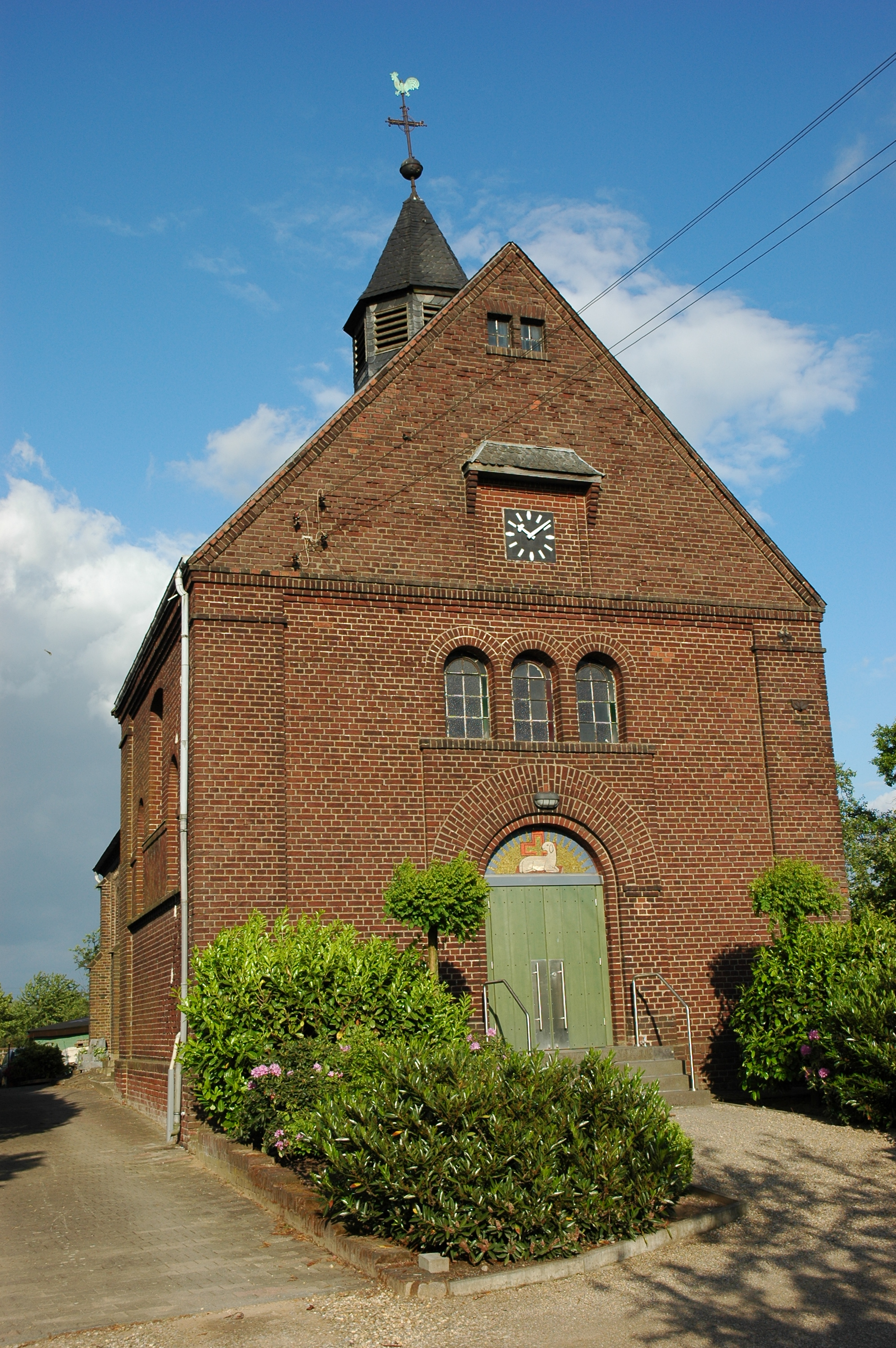
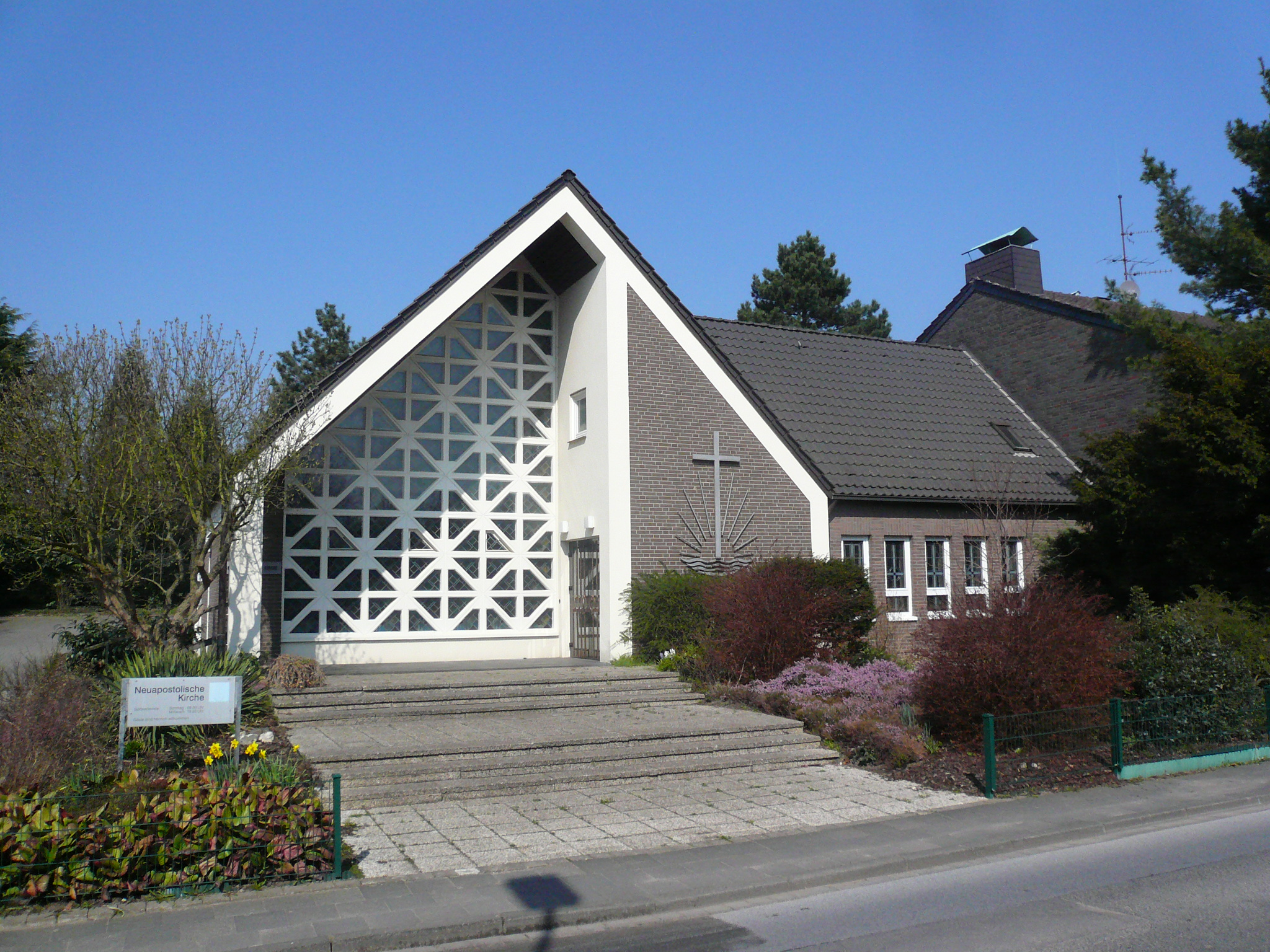
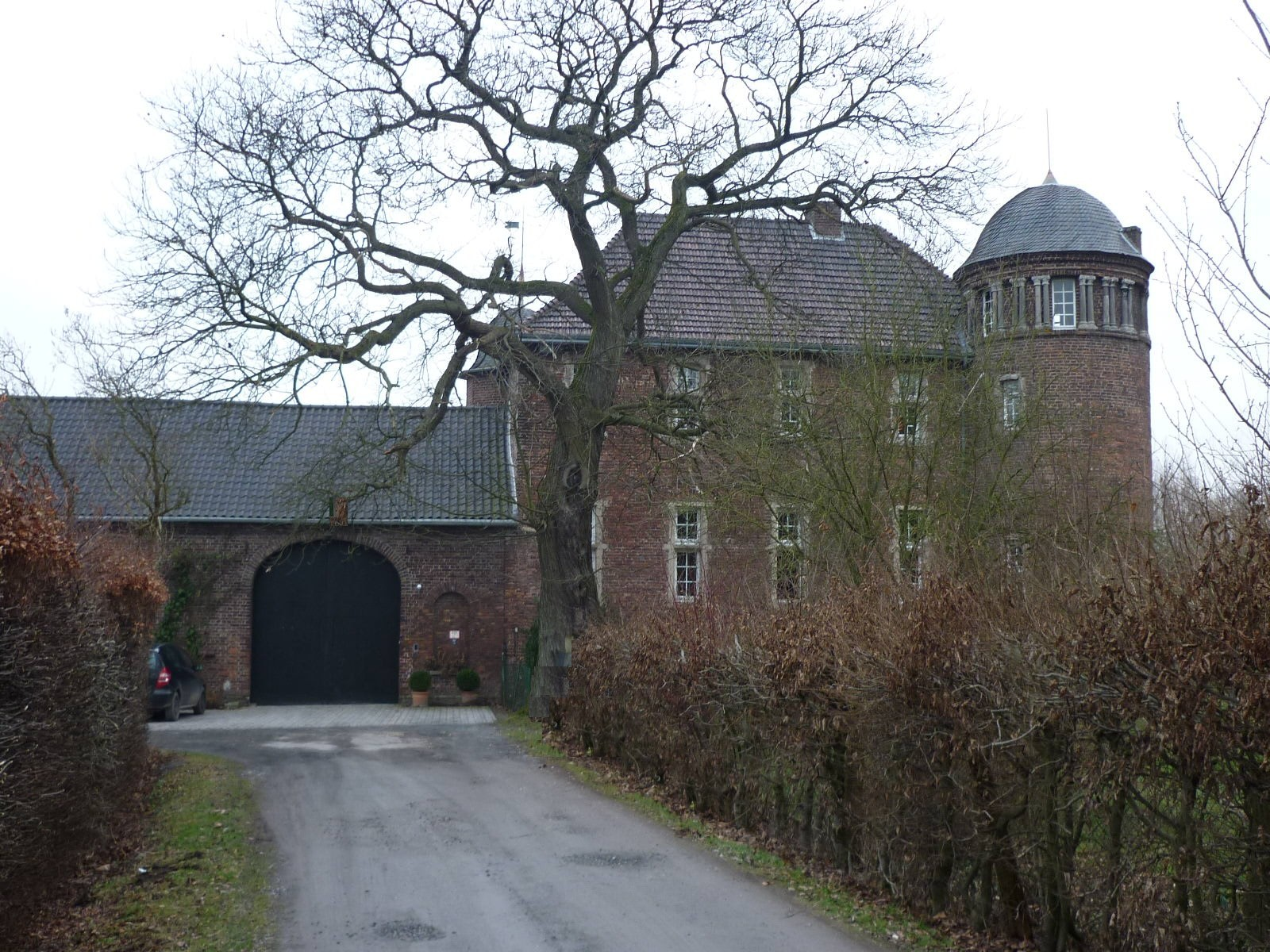
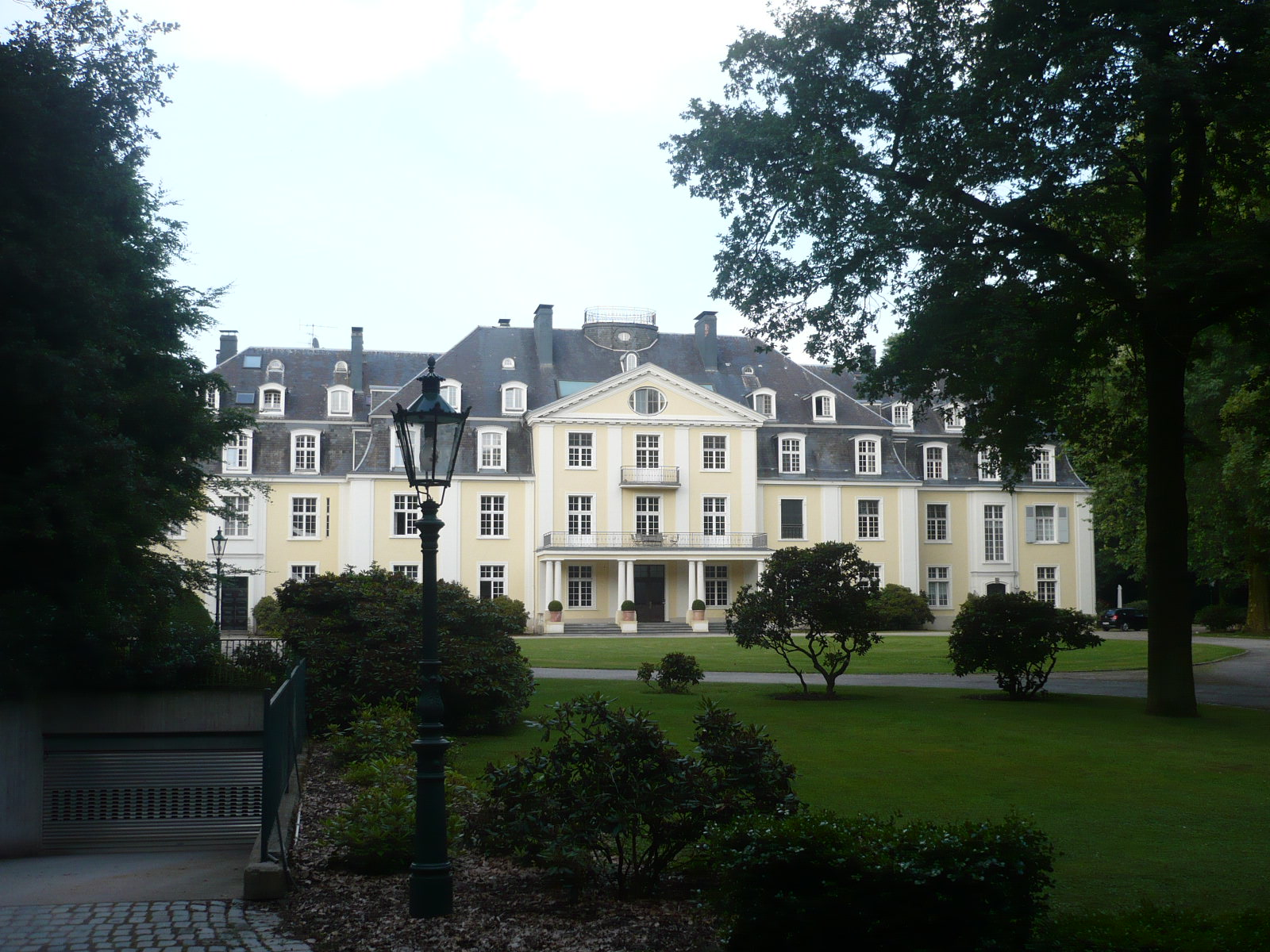